# 카지미어 폰 브란덴부르크쿨름바흐 변경백

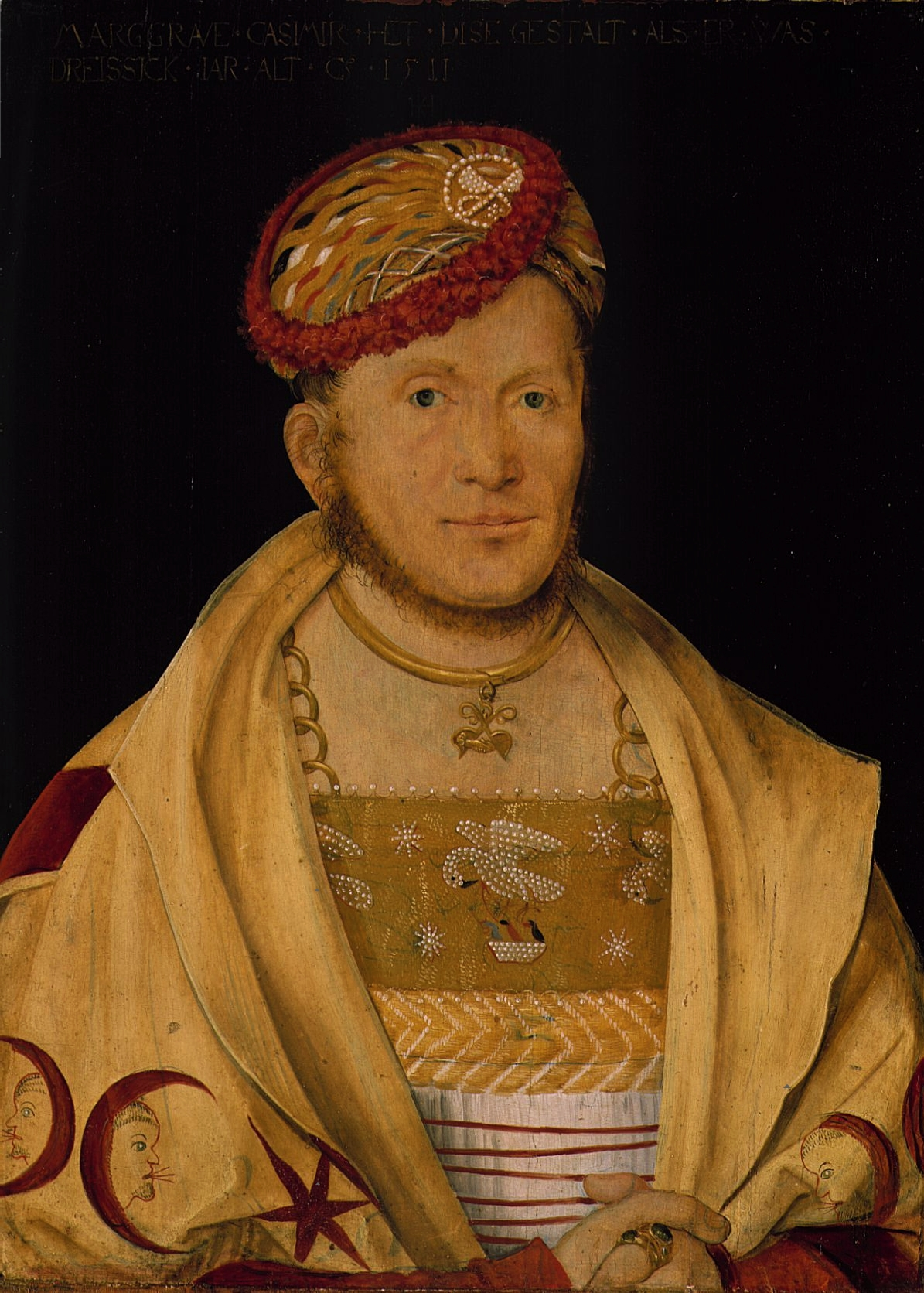
카지미르 폰 브란덴부르크쿨름바흐

카지미르 폰 브란덴부르크쿨름바흐(독일어: Kasimir von Brandenburg-Kulmbach, 1481년 12월 27일 - 1527년 9월 21일)는 독일 호엔촐레른 왕조 출신 군주로, 1515년부터 1527년까지 브란덴부르크쿨름바흐의 후작이었다.

## 생애
호엔촐레른 왕가 중 프랑켄계의 분가인 안스바흐계의 장손으로, 선제후 알브레히트 2세 아킬레스의 손자이고 브란덴부르크안스바흐 분가의 창시자인 프리드리히 2세 폰 브란덴부르크안스바흐쿨름바흐와 폴란드 국왕 카지미에시 4세와 엘리자베스 폰 합스부르크의 딸인 폴란드의 소피아 야기에우워의 10남 7녀 중 장남으로 태어났다. 그의 이름 카지미르는 폴란드어 카지미에시를 독일어로 바꾼 것으로 그의 외할아버지와 외삼촌의 이름에서 따온 것이다.
1498년 그의 아버지 프리드리히 2세는 여러 곳을 여행할 때 그에게 영지를 대신 통치하게 했고, 의회 의원들의 자문을 받게 했다. 그러나 아버지 프리드리히 2세의 호화로운 생활과 재정 파탄에 부담을 느끼자, 헝가리에 체류 중이던 동생 경건자 게오르크와 연락하였다. 1515년 카지미르는 동생 경건자 게오르크와 공모하여 쿠데타를 모의하였다. 카지미르와 게오르크는 아버지 프리드리히 2세를 팔레센부르크 성에 감금하고, 카지미르는 쿨름바흐를, 게오르크는 안스바흐와 바이에른 내 호엔촐레른 왕가 프랑켄계의 영토를 각각 나눠서 차지했다. 동생 게오르크가 폴란드와 헝가리를 오갈 동안 카지미르는 동생을 대신해서 그의 영지인 안스바흐를 대신 통치하기도 했다.
그는 아버지 프리드리히에 대한 쿠데타 외에도 형제들 몫의 유산에 대해 통제하려 했고, 광범위한 정치적 대책을 세웠다. 한편 아버지를 쿠데타로 몰아낸 것에 대해 다른 친척들의 반감을 사기도 했다. 사촌인 브란덴부르크 선제후 요아힘 1세는 아우구스부르크로 가서 프리드리히 2세의 축출에 대해 이의를 제기했고, 카지미르에게 팔레센부르크 성에 가서 진상을 밝힐 것과 프리드리히 2세의 석방을 요구했지만 카지미르는 이를 거절했다. 영지가 없었던 그의 동생 알브레히트는 황제의 편에 서서 활동했고, 그의 동의를 얻어 성직자가 되었으며 추기경의 직위에도 내정되었다. 1522년 그의 또다른 형제들은 자기 몫의 영토를 요구하였는데, 그해에 가서 영토분쟁 및 아버지를 쿠데타로 몰아낸 것에 대한 친척들과의 갈등이 해결되었다.
1518년 8월 25일 바이에른 성에서 바이에른 공작 알브레히트 4세의 딸 바이에른의 수잔나와 성대한 결혼하였다. 호화로운 결혼식에는 신부의 외삼촌인 황제 막시밀리안 1세와 그 손자 카를 5세가 참석했다. 카지미르는 그 해 10월 12일부터 10월 24일에 아우구스부르크에서 열린 아우구스부르크 청문회에 황제 막시밀리안 1세의 측근으로 참석하였다. 1520년 아헨에서 개최된 카를 5세의 대관식에도 참석했다. 바이에른의 수산나에게서는 딸 마리, 캐서린(요절), 알브레히트 2세 알키비아데스, 쿠니군데 쿨름바흐, 프리드리히(요절) 등이 태어났다.
황제 막시밀리안 1세의 추종자였던 카지미르는 아버지 프리드리히 2세와 대립했던 바덴 후작 크리스토프 1세와 함께 슈바벤 전쟁의 지휘관의 한 사람으로 출정하였다. 슈바벤 전쟁으로 스위스 연방이 독립하자 1499년 바젤 평화 협상의 협상단의 한 사람으로 참석했다. 이후 그는 합스부르크 제국의 군사 지휘관과 외교관으로 활동하였다. 1506년 슈베비슈 할에서 열린 슈바벤 전쟁 청문회와 1509년 보름스 청문회에 참석했고, 1509년부터 1513년까지는 제국의회의 의원이었다. 1513년 평화협정의 위반 문제로 열린 뇌르틀링겐의 제국의회에 제국의회 의원으로 참석했고 괴츠 폰 베를리힝겐의 재판에도 참석했다. 카지미르는 바이에른 공작 빌헬름 4세와 함께 전쟁 청문회를 감독했으며, 1519년 신성 로마 제국 연방정부의 뷔르템부르크의 울리히에 대한 처분에도 참여하였다. 1519년 5월 카지미르는 7백명의 병력을 이끌고 에닝겐을 공략하였다.
1502년에는 뉘른베르크 자유시와의 분쟁을 겪었다. 카지미르는 뉘른베르크 후작령 외에 자유시 내의 호엔촐레른 왕가의 영지를 되찾으려 했고, 뉘른베르크 자유시는 도시의 자치권을 보호하려 했다. 시의회는 뉘른베르크 자유시에 대한 카지미르의 주장을 차단하려 했고, 카지미르는 군사를 일으켜 뉘른베르크를 공격했지만 패배하고 말았다. 카지미르는 뉘른베르크의 영유권을 포기했지만 후일 뉘른베르크 자유시와 영토 분쟁에 휘말리게 된다.
1499년 카지미르는 슈바벤 전쟁에 출정하였다. 1522년 그는 제국의회 의원을 탈퇴한다. 1522년에 그는 다시 뉘른베르크 자유시에 대한 영유권을 주장했고, 뉘른베르크 자유시 및 토마스 폰 압스베르크와 그의 동맹국을 상대로 전쟁을 벌였다.(프랑코니아 전쟁) 이 전쟁에서 그는 압스베르크의 여러 성곽을 파괴하였다.
카지미르는 독일 농민 전쟁에 황제측의 지휘관으로 출정했다. 1525년 첫 독일 농민 전쟁 당시 뷔르츠부르크 주교 튀링겐의 콘라트 2세와 밤베르트 주교 리드비츠의 베간트 등과 군사를 이끌고 출정했다. 1525년 봄 카지미르는 슈바벤의 오덴발트와 함께 농민군의 유혈사태에 대한 공동 대응을 논의하였다. 카지미르는 두 주교와 귀족들과 협의한 후 농민전쟁에 출정했다. 한편 그의 동생 게오르크는 농민군을 지지하였다. 뷔르츠부르크 주교가 이끄는 군대가 농민군에게 크게 패하면서 마리엔부르크와 뷔르츠부르크로 퇴각하고 만다.
그는 상당한 돈을 투자하고 개인적 노력을 투자하여 자신의 영토에 침입한 농민군을 격퇴하였다. 동시에 그는 용병을 고용하였다. 그는 로텐부르크 오브 타우어에서 농민군을 격퇴하고 다량의 전리품을 챙긴 뒤 퇴각하였다. 그러나 시의회는 농민군의 일부를 수도원으로 피신시켰고 로텐부르크에서 다시 폭동이 발생하여 로벤하우센-안하우센, 베르데크-게라보른, 발베르크-바이센바흐 등으로 폭동이 확산되었다. 카지미르는 안스바흐에서 퇴각했다가 프랑켄에서 새로운 군대를 조직하였다. 그러나 프랑켄의 군대는 그의 지시를 따르기를 거절했고, 카지미르는 요새화된 성을 지키기 위해 보헤미아인으로 구성된 용병을 추가로 고용하였다.
정식 제식훈련을 받지 못한 농민군은 슈바벤 전쟁과 뷔르츠부르크 주교의 다른 동맹군 연합에 의해 뷔르츠부르크 지역에서 패배했다. 그들의 저항과 사기는 대규모 손실로 인해 붕괴되었다. 이 전쟁에서 승리하여 그에게는 블러드하운드(Bloodhound)라는 별명이 붙었다. 농민군은 별 약탈과 저항 없이 항복하였지만, 카지미르는 반란군의 마을을 황폐화시켰다. 그는 마을을 불태우고 3백여 명을 처형했다. 반란군의 지휘관 중 하나인 루트비히 폰 후텐에게 더이상의 약탈과 학살은 없다고 약속했지만 카지미르는 루트비히의 오른쪽 손과 가운데 손가락을 자르고 그의 눈을 멀게 한 뒤 추방해버렸다. 또한 58명의 눈을 뽑아버렸다. 로텐부르크에서도 처벌과 학살이 계속되었으며, 이때 처형된 반란군의 피로 땅이 붉게 물들었다 한다. 그는 반란군에 가담한 자들에 대한 대대적인 처벌을 가했고, 1526년 11월에 가서 처벌을 중단한다.
1525년 12월부터 1526년 8월 슈파이어에서 열린 아우구스부르크 청문회에 제국의회 의원으로 참석함으로써 합스부르크 왕가에 대한 자신의 충성심을 증명하였다. 그는 후에 독일 황제가 되는 페르디난트 1세의 보헤미아의 군주 즉위식에는 심각한 질병으로 참석하지 못했다. 그 해 동생 게오르크 때문에 헝가리의 군사 작전에는 참석하고 스타톨데르에 자신의 병력을 추가로 파견했다. 1527년 7월 그는 군사를 이끌고 헝가리로 도착, 다뉴브강변의 요새에 왔다가 다시 부다페스트로 이동했다. 1527년 9월 27일 그는 부다페스트에서 이질로 사망하게 된다.
죽어가던 그는 동생 게오르크 폰 브란덴부르크안스바흐와 보헤미아의 왕 페르디난트 1세에게 자신의 5살 된 아들 알브레히트 2세 알키비아데스를 부탁했고, 게오르크는 알브레히트가 성인이 될 때까지만 맡는다는 조건으로 브란덴부르크쿨름바흐를 통치했다. 그가 죽자 부인 바이에른의 수산나는 자녀들을 두고 팔라티노의 노이부르크로 가 팔라틴 선제후 오토 하인리히와 재혼하였다.
아들 알브레히트 2세 알키비아데스에게는 자녀 프리드리히와 안나가 있었으나 모두 일찍 죽어 그의 가계는 단절되고 만다.